# Mistrzostwa Europy w Łyżwiarstwie Figurowym 2019
Mistrzostwa Europy w łyżwiarstwie figurowym 2019 – zawody rangi mistrzowskiej dla łyżwiarzy figurowych z Europy. Mistrzostwa odbyły się od 21 do 27 stycznia 2019 roku w hali Mińsk-Arena w Mińsku.
Wśród solistów tytuł mistrza Europy po raz siódmy z rzędu wywalczył Hiszpan Javier Fernández, dla którego był to pierwszy i jedyny start w sezonie 2018/2019, a zarazem ostatni start w karierze. W swoim debiucie na mistrzostwach Europy tytuł mistrzowski zdobyła Rosjanka Sofja Samodurowa, która wygrywając zawody pokonała obrończynię tytułu sprzed roku mistrzynię olimpijską Alinę Zagitową. W rywalizacji par sportowych obrońców tytułu pokonali reprezentanci Francji Vanessa James i Morgan Ciprès, natomiast wśród par tanecznych po raz piąty z rzędu tytuł mistrzowski wywalczyli Francuzi Gabriella Papadakis i Guillaume Cizeron.

## Kwalifikacje
W zawodach udział mogą wziąć zawodnicy, którzy przed dniem 1 lipca 2018 roku ukończyli 15 rok życia (tj. urodzili się do 30 czerwca 2003 roku). Liczba dopuszczonych do startu zawodników z poszczególnych krajów jest uzależniona od miejsc, jakie reprezentanci krajów zdobyli na ubiegłorocznych mistrzostwach. Decyzję o imiennym przydziale miejsc kraje podejmują indywidualnie, jednakże jednym z warunków, jaki muszą spełnić wskazani zawodnicy jest osiągnięcie na 21 dni przed oficjalnymi treningami na mistrzostwach minimalnej oceny technicznej.
Ze względów na zmiany w systemie oceniania pomiędzy sezonem 2017–2018 i sezonem 2018–2019 wymagana minimalna ocena techniczna (TES) została dostosowana dla wyników osiągniętych w obu sezonach.
| Soliści       | 28 | 48 | 28 | 46 |
| Solistki      | 22 | 39 | 23 | 40 |
| Pary sportowe | 25 | 44 | 25 | 42 |
| Pary taneczne | 25 | 38 | 26 | 42 |

Na podstawie wyników Mistrzostw Europy 2018, kraje mają prawo wystawić następującą liczbę zawodników/duetów w poszczególnych konkurencjach:
| Liczba reprezentantów | Soliści                                                                            | Solistki                                                               | Pary sportowe                       | Pary taneczne                                |
| --------------------- | ---------------------------------------------------------------------------------- | ---------------------------------------------------------------------- | ----------------------------------- | -------------------------------------------- |
| 3                     | Rosja                                                                              | Rosja                                                                  | Rosja · Włochy                      | Francja · Rosja · Włochy                     |
| 2                     | Belgia · Czechy · Francja · Gruzja · Hiszpania · Izrael · Włochy · Szwecja · Łotwa | Belgia · Finlandia · Francja · Niemcy · Słowacja · Włochy · Szwajcaria | Austria · Francja · Niemcy · Izrael | Dania · Polska · Hiszpania · Wielka Brytania |
| 1                     | Pozostałe kraje                                                                    | Pozostałe kraje                                                        | Pozostałe kraje                     | Pozostałe kraje                              |

## Terminarz
| Data        | Godzina                     | Konkurencja     | Segment          |
| ----------- | --------------------------- | --------------- | ---------------- |
| 23 stycznia | 11:45 UTC+03:00 / 09:45 CET | Solistki        | Program krótki   |
| 23 stycznia | 19:00 UTC+03:00 / 17:00 CET | Pary sportowe   | Program krótki   |
| 24 stycznia | 12:00 UTC+03:00 / 10:00 CET | Soliści         | Program krótki   |
| 24 stycznia | 19:40 UTC+03:00 / 17:40 CET | Pary sportowe   | Program dowolny  |
| 25 stycznia | 12:40 UTC+03:00 / 10:40 CET | Pary taneczne   | Taniec rytmiczny |
| 25 stycznia | 18:00 UTC+03:00 / 16:00 CET | Solistki        | Program dowolny  |
| 26 stycznia | 11:15 UTC+03:00 / 09:15 CET | Soliści         | Program dowolny  |
| 26 stycznia | 16:25 UTC+03:00 / 14:25 CET | Pary taneczne   | Taniec dowolny   |
| 27 stycznia | 15:30 UTC+03:00 / 13:30 CET | Pokazy mistrzów | Pokazy mistrzów  |

## Klasyfikacja medalowa
| L.p. | Reprezentacja | Złoto | Srebro | Brąz | Razem |
| ---- | ------------- | ----- | ------ | ---- | ----- |
| 1    | Francja       | 2     | 0      | 0    | 2     |
| 2    | Rosja         | 1     | 4      | 1    | 6     |
| 3    | Hiszpania     | 1     | 0      | 0    | 1     |
| 4    | Włochy        | 0     | 0      | 2    | 2     |
| 5    | Finlandia     | 0     | 0      | 1    | 1     |

## Rekordy świata
| Rekordy świata (GOE±5) na moment rozpoczęcia zawodów (stan na 21 stycznia 2019): | Rekordy świata (GOE±5) na moment rozpoczęcia zawodów (stan na 21 stycznia 2019): | Rekordy świata (GOE±5) na moment rozpoczęcia zawodów (stan na 21 stycznia 2019): | Rekordy świata (GOE±5) na moment rozpoczęcia zawodów (stan na 21 stycznia 2019): | Rekordy świata (GOE±5) na moment rozpoczęcia zawodów (stan na 21 stycznia 2019): | Rekordy świata (GOE±5) na moment rozpoczęcia zawodów (stan na 21 stycznia 2019): |
| Konkurencja                                                                      | Segment                                                                          | Zawodnicy                                                                        | Punkty                                                                           | Zawody                                                                           | Data                                                                             |
| -------------------------------------------------------------------------------- | -------------------------------------------------------------------------------- | -------------------------------------------------------------------------------- | -------------------------------------------------------------------------------- | -------------------------------------------------------------------------------- | -------------------------------------------------------------------------------- |
| Soliści                                                                          | Nota łączna                                                                      | Yuzuru Hanyū                                                                     | 297,12                                                                           | Grand Prix Helsinki 2018                                                         | 4 listopada 2018                                                                 |
| Soliści                                                                          | Program dowolny                                                                  | Yuzuru Hanyū                                                                     | 190,43                                                                           | Grand Prix Helsinki 2018                                                         | 4 listopada 2018                                                                 |
| Soliści                                                                          | Program krótki                                                                   | Yuzuru Hanyū                                                                     | 110,53                                                                           | Rostelecom Cup 2018                                                              | 16 listopada 2018                                                                |
| Solistki                                                                         | Nota łączna                                                                      | Alina Zagitowa                                                                   | 238,43                                                                           | Nebelhorn Trophy 2018                                                            | 28 września 2018                                                                 |
| Solistki                                                                         | Program dowolny                                                                  | Alina Zagitowa                                                                   | 158,50                                                                           | Nebelhorn Trophy 2018                                                            | 28 września 2018                                                                 |
| Solistki                                                                         | Program krótki                                                                   | Rika Kihira                                                                      | 82,51                                                                            | Finał Grand Prix 2018                                                            | 6 grudnia 2018                                                                   |
| Pary sportowe                                                                    | Nota łączna                                                                      | Vanessa James / Morgan Ciprès                                                    | 221,81                                                                           | Skate Canada International 2018                                                  | 27 października 2018                                                             |
| Pary sportowe                                                                    | Program dowolny                                                                  | Vanessa James / Morgan Ciprès                                                    | 148,37                                                                           | Finał Grand Prix 2018                                                            | 8 grudnia 2018                                                                   |
| Pary sportowe                                                                    | Program krótki                                                                   | Jewgienija Tarasowa / Władimir Morozow                                           | 78,47                                                                            | Rostelecom Cup 2018                                                              | 16 listopada 2018                                                                |
| Pary taneczne                                                                    | Nota łączna                                                                      | Gabriella Papadakis / Guillaume Cizeron                                          | 216,78                                                                           | Internationaux de France 2018                                                    | 24 listopada 2018                                                                |
| Pary taneczne                                                                    | Taniec dowolny                                                                   | Gabriella Papadakis / Guillaume Cizeron                                          | 132,65                                                                           | Internationaux de France 2018                                                    | 24 listopada 2018                                                                |
| Pary taneczne                                                                    | Taniec rytmiczny                                                                 | Gabriella Papadakis / Guillaume Cizeron                                          | 84,13                                                                            | Internationaux de France 2018                                                    | 23 listopada 2018                                                                |

W trakcie zawodów ustanowiono następujące rekordy świata (GOE±5):
| Konkurencja   | Segment          | Zawodnicy                               | Punkty | Data             |
| ------------- | ---------------- | --------------------------------------- | ------ | ---------------- |
| Pary taneczne | Nota łączna      | Gabriella Papadakis / Guillaume Cizeron | 217,98 | 26 stycznia 2019 |
| Pary taneczne | Taniec dowolny   | Gabriella Papadakis / Guillaume Cizeron | 133,19 | 26 stycznia 2019 |
| Pary taneczne | Taniec rytmiczny | Gabriella Papadakis / Guillaume Cizeron | 84,79  | 25 stycznia 2019 |
| Pary sportowe | Nota łączna      | Vanessa James / Morgan Ciprès           | 225,66 | 24 stycznia 2019 |
| Pary sportowe | Program dowolny  | Vanessa James / Morgan Ciprès           | 149,11 | 24 stycznia 2019 |

## Wyniki

### Soliści
| Poz.                                 | Zawodnik              | Reprezentacja   | Nota łączna | SP | SP     | FS | FS     |
| ------------------------------------ | --------------------- | --------------- | ----------- | -- | ------ | -- | ------ |
| 1                                    | Javier Fernández      | Hiszpania       | 271,59      | 3  | 91,84  | 1  | 179,75 |
| 2                                    | Aleksandr Samarin     | Rosja           | 269,84      | 2  | 91,97  | 2  | 177,87 |
| 3                                    | Matteo Rizzo          | Włochy          | 247,08      | 10 | 81,41  | 3  | 165,67 |
| 4                                    | Kévin Aymoz           | Francja         | 246,34      | 4  | 88,02  | 4  | 158,32 |
| 5                                    | Michaił Kolada        | Rosja           | 240,87      | 1  | 100,49 | 11 | 140,38 |
| 6                                    | Daniel Grassl         | Włochy          | 236,70      | 9  | 81,69  | 5  | 155,01 |
| 7                                    | Michal Březina        | Czechy          | 234,25      | 8  | 83,66  | 6  | 150,59 |
| 8                                    | Alexander Majorov     | Szwecja         | 225,38      | 11 | 79,88  | 8  | 145,50 |
| 9                                    | Alexei Bychenko       | Izrael          | 220,50      | 7  | 84,19  | 13 | 136,31 |
| 10                                   | Moris Kwitiełaszwili  | Gruzja          | 219,79      | 15 | 73,04  | 7  | 146,75 |
| 11                                   | Deniss Vasiļjevs      | Łotwa           | 219,50      | 12 | 78,87  | 10 | 140,63 |
| 12                                   | Adam Siao Him Fa      | Francja         | 218,06      | 13 | 76,70  | 9  | 141,36 |
| 13                                   | Danijjel Samochin     | Izrael          | 217,17      | 6  | 86,48  | 14 | 130,69 |
| 14                                   | Maksim Kowtun         | Rosja           | 216,18      | 5  | 87,70  | 16 | 128,48 |
| 15                                   | Paul Fentz            | Niemcy          | 209,96      | 17 | 69,70  | 12 | 140,26 |
| 16                                   | Władimir Litwincew    | Azerbejdżan     | 204,28      | 14 | 73,60  | 15 | 130,68 |
| 17                                   | Aleksandr Selevko     | Estonia         | 195,13      | 16 | 69,94  | 20 | 125,19 |
| 18                                   | Sondre Oddvoll Bøe    | Norwegia        | 192,01      | 20 | 66,03  | 18 | 125,98 |
| 19                                   | Matyáš Bělohradský    | Czechy          | 191,22      | 18 | 67,40  | 21 | 123,82 |
| 20                                   | Luc Maierhofer        | Austria         | 189,00      | 21 | 63,63  | 19 | 125,37 |
| 21                                   | Graham Newberry       | Wielka Brytania | 188,62      | 22 | 61,33  | 17 | 127,29 |
| 22                                   | Iwan Szmuratko        | Ukraina         | 178,29      | 19 | 67,26  | 24 | 111,03 |
| 23                                   | Irakli Maysuradze     | Gruzja          | 174,43      | 24 | 60,89  | 22 | 113,54 |
| 24                                   | David Lewton-Brain    | Monako          | 173,61      | 23 | 61,07  | 23 | 112,54 |
| Nie awansowali do programu dowolnego |                       |                 |             |    |        |    |        |
| 25                                   | Igor Rezniczenko      | Polska          | NQ          | 25 | 59,99  | NQ | NQ     |
| 26                                   | Slavik Hayrapetyan    | Armenia         | NQ          | 26 | 59,87  | NQ | NQ     |
| 27                                   | Nikolaj Majorov       | Szwecja         | NQ          | 27 | 59,68  | NQ | NQ     |
| 28                                   | Burak Demirboğa       | Turcja          | NQ          | 28 | 56,95  | NQ | NQ     |
| 29                                   | Nicky Obreykov        | Bułgaria        | NQ          | 29 | 56,54  | NQ | NQ     |
| 30                                   | Yakau Zenko           | Białoruś        | NQ          | 30 | 56,38  | NQ | NQ     |
| 31                                   | Lukas Britschgi       | Szwajcaria      | NQ          | 31 | 55,86  | NQ | NQ     |
| 32                                   | Roman Galay           | Finlandia       | NQ          | 32 | 55,40  | NQ | NQ     |
| 33                                   | Conor Stakelum        | Irlandia        | NQ          | 33 | 55,03  | NQ | NQ     |
| 34                                   | Héctor Alonso Serrano | Hiszpania       | NQ          | 34 | 55,03  | NQ | NQ     |
| 35                                   | Michael Neuman        | Słowacja        | NQ          | 35 | 53,38  | NQ | NQ     |
| 36                                   | Thomas Kennes         | Holandia        | NQ          | 36 | 48,57  | NQ | NQ     |
| 37                                   | Alexander Borovoj     | Węgry           | NQ          | 37 | 46,56  | NQ | NQ     |

### Solistki

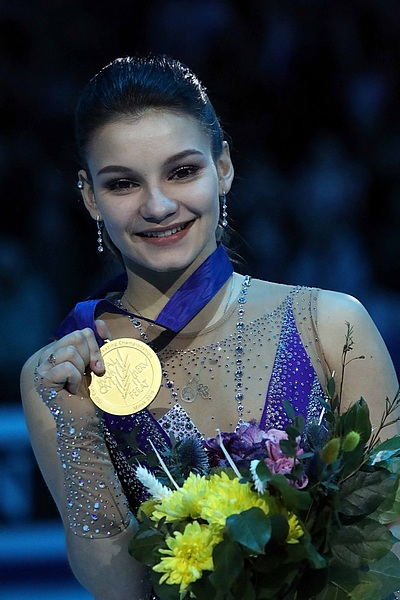
Mistrzyni Europy w konkurencji solistek Sofja Samodurowa (RUS)

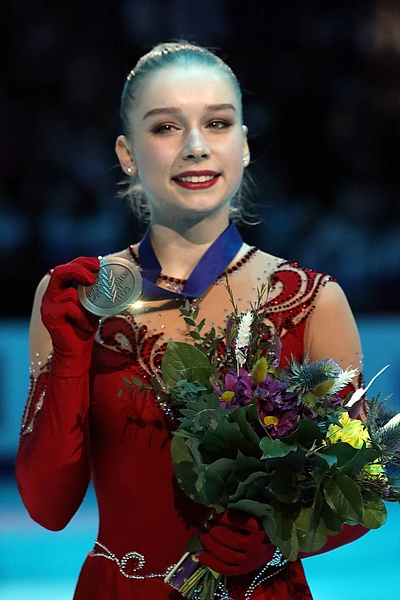
Brązowa medalistka w konkurencji solistek Viveca Lindfors (FIN)

| Poz.                                 | Zawodniczka              | Reprezentacja   | Nota łączna | SP | SP    | FS | FS     |
| ------------------------------------ | ------------------------ | --------------- | ----------- | -- | ----- | -- | ------ |
| 1                                    | Sofja Samodurowa         | Rosja           | 213,84      | 2  | 72,88 | 1  | 140,96 |
| 2                                    | Alina Zagitowa           | Rosja           | 198,34      | 1  | 75,00 | 4  | 123,34 |
| 3                                    | Viveca Lindfors          | Finlandia       | 194,40      | 4  | 65,61 | 3  | 128,79 |
| 4                                    | Stanisława Konstantinowa | Rosja           | 189,72      | 11 | 56,76 | 2  | 132,96 |
| 5                                    | Laurine Lecavelier       | Francja         | 180,05      | 6  | 63,29 | 6  | 116,76 |
| 6                                    | Alexia Paganini          | Szwajcaria      | 179,90      | 3  | 65,64 | 7  | 114,26 |
| 7                                    | Maé-Bérénice Méité       | Francja         | 177,10      | 8  | 58,95 | 5  | 118,15 |
| 8                                    | Emmi Peltonen            | Finlandia       | 170,03      | 10 | 58,06 | 8  | 111,97 |
| 9                                    | Nicole Rajičová          | Słowacja        | 169,03      | 5  | 64,08 | 12 | 104,95 |
| 10                                   | Eliška Březinová         | Czechy          | 166,77      | 12 | 55,85 | 9  | 110,92 |
| 11                                   | Ałеksandra Fеjgin        | Bułgaria        | 164,20      | 9  | 58,80 | 11 | 105,40 |
| 12                                   | Jekatierina Riabowa      | Azerbejdżan     | 163,17      | 7  | 59,95 | 13 | 103,22 |
| 13                                   | Ivett Toth               | Węgry           | 160,83      | 13 | 54,90 | 10 | 105,93 |
| 14                                   | Julia Sauter             | Rumunia         | 153,15      | 14 | 54,29 | 15 | 98,86  |
| 15                                   | Yasmine Kimiko Yamada    | Szwajcaria      | 151,12      | 18 | 51,21 | 14 | 99,91  |
| 16                                   | Nicole Schott            | Niemcy          | 149,26      | 19 | 50,68 | 16 | 98,58  |
| 17                                   | Daša Grm                 | Słowenia        | 147,29      | 15 | 53,50 | 17 | 93,79  |
| 18                                   | Anita Östlund            | Szwecja         | 144,66      | 17 | 52,76 | 18 | 91,90  |
| 19                                   | Lucrezia Gennaro         | Włochy          | 143,10      | 16 | 52,91 | 20 | 90,19  |
| 20                                   | Natasha McKay            | Wielka Brytania | 140,08      | 22 | 48,20 | 19 | 91,88  |
| 21                                   | Nathalie Weinzierl       | Niemcy          | 134,58      | 24 | 46,09 | 21 | 88,49  |
| 22                                   | Anastasia Galustyan      | Armenia         | 132,63      | 21 | 48,38 | 22 | 84,25  |
| 23                                   | Pernille Sørensen        | Dania           | 131,78      | 20 | 50,59 | 23 | 81,19  |
| 24                                   | Antonina Dubinina        | Serbia          | 120,25      | 23 | 47,20 | 24 | 73,05  |
| Nie awansowały do programu dowolnego |                          |                 |             |    |       |    |        |
| 25                                   | Elżbieta Gabryszak       | Polska          | NQ          | 25 | 45,77 | NQ | NQ     |
| 26                                   | Sophia Schaller          | Austria         | NQ          | 26 | 44,20 | NQ | NQ     |
| 27                                   | Gerli Liinamäe           | Estonia         | NQ          | 27 | 44,08 | NQ | NQ     |
| 28                                   | Kyarha van Tiel          | Holandia        | NQ          | 28 | 44,00 | NQ | NQ     |
| 29                                   | Lara Naki Gutmann        | Włochy          | NQ          | 29 | 43,96 | NQ | NQ     |
| 30                                   | Silvia Hugec             | Słowacja        | NQ          | 30 | 43,33 | NQ | NQ     |
| 31                                   | Valentina Matos          | Hiszpania       | NQ          | 31 | 42,86 | NQ | NQ     |
| 32                                   | Paulina Ramanauskaite    | Litwa           | NQ          | 32 | 42,31 | NQ | NQ     |
| 33                                   | Camilla Gjersem          | Norwegia        | NQ          | 33 | 39,81 | NQ | NQ     |
| 34                                   | Hana Cvijanović          | Chorwacja       | NQ          | 34 | 38,00 | NQ | NQ     |
| 35                                   | Elizabete Jubkane        | Łotwa           | NQ          | 35 | 37,75 | NQ | NQ     |
| 36                                   | Anastasija Hozwa         | Ukraina         | NQ          | 36 | 35,51 | NQ | NQ     |

### Pary sportowe
| Poz. | Zawodnicy                                | Reprezentacja   | Nota łączna | SP | SP    | FS  | FS        |
| ---- | ---------------------------------------- | --------------- | ----------- | -- | ----- | --- | --------- |
| 1    | Vanessa James / Morgan Ciprès            | Francja         | 225,66 WR   | 1  | 76,55 | 1   | 149,11 WR |
| 2    | Jewgienija Tarasowa / Władimir Morozow   | Rosja           | 218,82      | 2  | 73,90 | 2   | 144,92    |
| 3    | Aleksandra Bojkowa / Dmitrij Kozłowski   | Rosja           | 205,28      | 4  | 72,58 | 3   | 132,70    |
| 4    | Nicole Della Monica / Matteo Guarise     | Włochy          | 204,14      | 3  | 73,70 | 4   | 131,44    |
| 5    | Darja Pawluczenko / Dienis Chodykin      | Rosja           | 185,92      | 5  | 65,89 | 6   | 120,03    |
| 6    | Minerva Fabienne Hase / Nolan Seegert    | Niemcy          | 180,56      | 6  | 60,08 | 5   | 120,48    |
| 7    | Laura Barquero / Aritz Maestu            | Hiszpania       | 160,16      | 9  | 53,89 | 7   | 106,27    |
| 8    | Lana Petranović / Antonio Souza-Kordeiru | Chorwacja       | 151,89      | 10 | 50,99 | 8   | 100,90    |
| 9    | Rebecca Ghilardi / Filippo Ambrosini     | Włochy          | 147,75      | 8  | 54,48 | 10  | 93,27     |
| 10   | Zoe Jones / Christopher Boyadji          | Wielka Brytania | 138,85      | 11 | 45,33 | 9   | 93,52     |
| WD   | Miriam Ziegler / Severin Kiefer          | Austria         | DNF         | 7  | 57,70 | DNF | DNF       |

### Pary taneczne

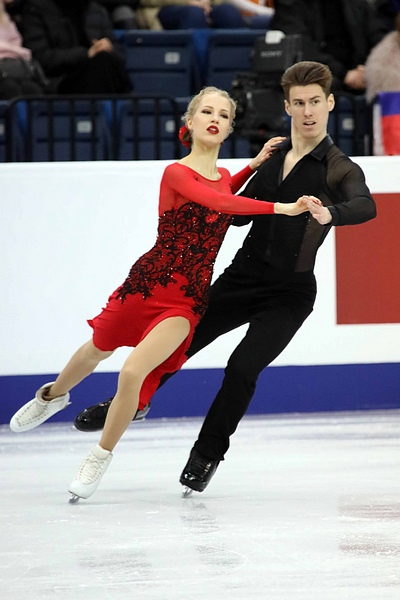
Juulia Turkkila i Matthias Versluis (FIN) w tańcu rytmicznym (11. miejsce)

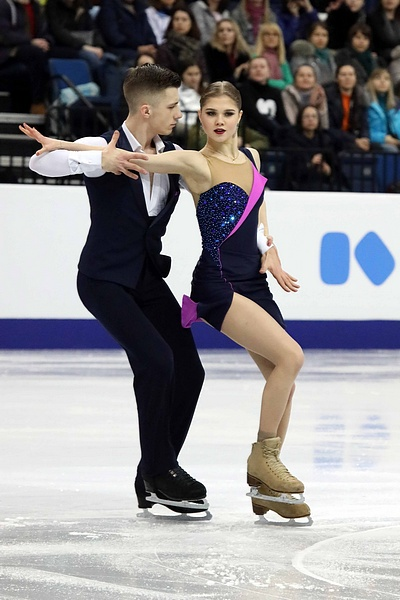
Anna Kublikowa i Jurij Gulicki (BLR) (18. miejsce)

Wzorem tańca rytmicznego było Tango Romantica.
| Poz.                              | Zawodnicy                               | Reprezentacja   | Nota łączna | RD | RD       | FD | FD        |
| --------------------------------- | --------------------------------------- | --------------- | ----------- | -- | -------- | -- | --------- |
| 1                                 | Gabriella Papadakis / Guillaume Cizeron | Francja         | 217,98 WR   | 1  | 84,79 WR | 1  | 133,19 WR |
| 2                                 | Aleksandra Stiepanowa / Iwan Bukin      | Rosja           | 206,41      | 2  | 81,37    | 2  | 125,04    |
| 3                                 | Charlène Guignard / Marco Fabbri        | Włochy          | 199,84      | 3  | 79,05    | 4  | 120,79    |
| 4                                 | Wiktorija Sinicyna / Nikita Kacałapow   | Rosja           | 193,95      | 5  | 70,24    | 3  | 123,71    |
| 5                                 | Natalia Kaliszek / Maksym Spodyriew     | Polska          | 185,35      | 4  | 72,87    | 5  | 112,48    |
| 6                                 | Lilah Fear / Lewis Gibson               | Wielka Brytania | 182,05      | 7  | 69,77    | 6  | 112,28    |
| 7                                 | Sara Hurtado / Kiriłł Chalawin          | Hiszpania       | 180,67      | 8  | 69,28    | 7  | 111,39    |
| 8                                 | Olivia Smart / Adrián Díaz              | Hiszpania       | 176,84      | 6  | 70,02    | 9  | 106,82    |
| 9                                 | Sofja Jewdokimowa / Jegor Bazin         | Rosja           | 175,62      | 11 | 66,65    | 8  | 108,97    |
| 10                                | Marie-Jade Lauriault / Romain Le Gac    | Francja         | 172,33      | 9  | 68,98    | 11 | 103,35    |
| 11                                | Juulia Turkkila / Matthias Versluis     | Finlandia       | 168,34      | 10 | 67,18    | 12 | 101,16    |
| 12                                | Adelina Galyavieva / Louis Thauron      | Francja         | 168,02      | 13 | 64,62    | 10 | 103,40    |
| 13                                | Allison Reed / Saulius Ambrulevičius    | Litwa           | 164,11      | 12 | 64,81    | 14 | 99,30     |
| 14                                | Jasmine Tessari / Francesco Fioretti    | Włochy          | 162,94      | 15 | 63,12    | 13 | 99,82     |
| 15                                | Shari Koch / Christian Nüchtern         | Niemcy          | 159,81      | 14 | 63,45    | 15 | 96,36     |
| 16                                | Darja Popowa / Wołodymyr Bielikow       | Ukraina         | 152,01      | 16 | 60,01    | 17 | 92,00     |
| 17                                | Robynne Tweedale / Joseph Buckland      | Wielka Brytania | 149,66      | 18 | 57,38    | 16 | 92,28     |
| 18                                | Anna Kublikowa / Jurij Gulicki          | Białoruś        | 147,51      | 19 | 57,08    | 18 | 90,43     |
| 19                                | Anna Janowska / Ádám Lukács             | Węgry           | 147,32      | 17 | 58,70    | 19 | 88,62     |
| 20                                | Shira Ichilov / Vadim Davidovich        | Izrael          | 142,12      | 20 | 54,92    | 20 | 87,20     |
| Nie awansowali do tańca dowolnego |                                         |                 |             |    |          |    |           |
| 21                                | Carolina Moscheni / Andrea Fabbri       | Włochy          | NQ          | 21 | 54,20    | NQ | NQ        |
| 22                                | Justyna Plutowska / Jérémie Flemin      | Polska          | NQ          | 22 | 52,08    | NQ | NQ        |
| 23                                | Teodora Markova / Simon Daze            | Bułgaria        | NQ          | 23 | 52,07    | NQ | NQ        |
| 24                                | Victoria Manni / Carlo Röthlisberger    | Szwajcaria      | NQ          | 24 | 50,63    | NQ | NQ        |
| 25                                | Katerina Bunina / German Frolov         | Estonia         | NQ          | 25 | 44,82    | NQ | NQ        |

## Medaliści

### Nota łączna
Medaliści mistrzostw po zsumowaniu punktów za oba programy/tańce w poszczególnych konkurencjach:
| Konkurencja   | Złoto                                   | Srebro                                 | Brąz                                   |
| Soliści       | Javier Fernández                        | Aleksandr Samarin                      | Matteo Rizzo                           |
| Solistki      | Sofja Samodurowa                        | Alina Zagitowa                         | Viveca Lindfors                        |
| Pary sportowe | Vanessa James / Morgan Ciprès           | Jewgienija Tarasowa / Władimir Morozow | Aleksandra Bojkowa / Dmitrij Kozłowski |
| Pary taneczne | Gabriella Papadakis / Guillaume Cizeron | Aleksandra Stiepanowa / Iwan Bukin     | Charlène Guignard / Marco Fabbri       |

### Program/taniec dowolny
Zdobywcy małych medali za drugi segment zawodów tj. program/taniec dowolny:
| Konkurencja   | Złoto                                   | Srebro                                 | Brąz                                   |
| Soliści       | Javier Fernández                        | Aleksandr Samarin                      | Matteo Rizzo                           |
| Solistki      | Sofja Samodurowa                        | Stanisława Konstantinowa               | Viveca Lindfors                        |
| Pary sportowe | Vanessa James / Morgan Ciprès           | Jewgienija Tarasowa / Władimir Morozow | Aleksandra Bojkowa / Dmitrij Kozłowski |
| Pary taneczne | Gabriella Papadakis / Guillaume Cizeron | Aleksandra Stiepanowa / Iwan Bukin     | Wiktorija Sinicyna / Nikita Kacałapow  |

### Program krótki/taniec rytmiczny
Zdobywcy małych medali za pierwszy segment zawodów tj. program krótki lub taniec rytmiczny:
| Konkurencja   | Złoto                                   | Srebro                                 | Brąz                                 |
| Soliści       | Michaił Kolada                          | Aleksandr Samarin                      | Javier Fernández                     |
| Solistki      | Alina Zagitowa                          | Sofja Samodurowa                       | Alexia Paganini                      |
| Pary sportowe | Vanessa James / Morgan Ciprès           | Jewgienija Tarasowa / Władimir Morozow | Nicole Della Monica / Matteo Guarise |
| Pary taneczne | Gabriella Papadakis / Guillaume Cizeron | Aleksandra Stiepanowa / Iwan Bukin     | Charlène Guignard / Marco Fabbri     |